# 557 TCN
557 TCN là một năm trong lịch La Mã.